# Malgaški jezik
Malgaški jezik (ili malagaški jezik) (malgaški: malagasy; ISO 639-3:mlg; malgache) - makrojezik koji pripada austronezijskoj porodici, točnije barito skupini. Najbliže je srodan s jezicima koji se koriste na indonezijskom dijelu Bornea (među ostalima s maanjanskim jezikom), daljnje srodstvo povezuje ga s ostalim austronezijskim jezicima Indonezije.
Nekad nazivan i standardnim malgaškim jezikom s dijalektima merina, taisaka (antaisaka, tesaka), tanosy (antanosy), taimanambondro (antaimanambondro), sahafatra, taifasy (tefasy, antaifasy), tambahoaka (antambahoaka), zafisoro, betsimisaraka, sihanaka, bezanozano (antaiva, antanka, tankay), tanala (antanala, menabe-ikongo), bara, betsileo, vezo, mahafaly, tañalaña, antandroy 1 (tandroy), antandroy 2, tankarana, taimoro (antaimoro, temoro). Individualni jezici ovog makrojezika su:
- malagaški, Antankarana [xmv] (Madagascar)
- malagaški, Bara [bhr] (Madagascar)
- malagaški, Masikoro [msh] (Madagascar)
- malagaški, Sjeverni betsimisaraka [bmm] (Madagascar)
- Malagaški, Plateau [plt] (Madagascar)
- malagaški, Sakalava [skg] (Madagascar)
- malagaški, Južni Betsimisaraka [bjq] (Madagascar)
- malagaški, Tandroy-Mahafaly [tdx] (Madagascar)
- malagaški, Tanosy [txy] (Madagascar)
- malagaški, Tsimihety [xmw] (Madagascar)

## Povijest
Malagaški jezik nema nikakve veze s obližnjim afričkim jezicima, već je on najzapadniji član malajsko-polinezijske grane porodice austronezijskih jezika, tu činjenicu prvi je uočio još davne 1708. nizozemski jezikoslovac Adriaan van Reeland. On je blizak malajsko-polinezijskim jezicima koji se govore po Indoneziji, Maleziji i Filipinima, najbliži jugoistočnim Barito jezicima koji se govori na Borneu, osim po svojoj polinezijskoj morfologiji. Većina riječi malgaškog bazičnog vokabulara ista je kao kod manjanskog, koji se govori duž rijeke Barito u južnom Borneu. To upućuje na činjenicu da su Madagaskar prvi naselili doseljenici s indonezijskog arhipelaga, ali ni do danas nije jasno kad se i zašto ta kolonizacija dogodila. Kasnije su se ti doseljenici miješali s doseljenicima iz istočne Afrike i Arapima.
Malagaški jezik ima dosta posuđenica iz Arapskog i Bantu jezika (osobito Svahilija). Njegova pisana književnost vjerojatno se pojavila u 15. st. Kad su Francuzi  osnovali svoju koloniju Fort-Dauphin u 17. st. oni su kod lokalnog stanovništva naišli na arapsko-malageško pismo u upotrebi poznato kao sorabe. Najstariji poznati rukopis na sorabeu je mali malgaško-nizozemski rječnik s početka 17. st. a, prvi put objavljen tek 1908. od strane Gabriela Ferranda to pismo moralo je po svim pokazateljima biti u upotrebi na jugoistoku Madagaskara već u 15. st.
Kralj Radama I. (oko 1810. – 1828.), prvi pismeni predstavnik Kraljevstva Merina, dobar poznavaoc sorabea, odlučio se ipak za uvođenje latinice u malgaški jezik i pozvao protestantsko Londonsko misionarsko društvo da mu pomogne u tome osnivanjem škola i crkava .
Malagaški ima bogatu tradiciju usmene narodne književnosti  (epove i legende. Najpoznatiji nacionalni ep je Ibonia, o malgaškom narodnom junaka istog imena.
Prva tiskana knjiga na malgaškom bila je Biblija, koju su preveli na malgaški britanski protestantski misionari 1835.koji su djelovali na madagaskarskoj visoravni. Prvi dvojezični prijevod vjerskog teksta objavio je Étienne de Flacourt koji je objavio i prvi malgaški rječnik.

## Dijalekti
Malagaški jezik ima dva osnovna dijalekta; Istočni - kojim uglavnom govore Merine i Zapadni kojim uglavnom govore Sakalave. Ta podjela je logična posljedica geografije Madagaskara, jer je planinski lanac po sredini otoka ujedno i granica (izoglosa) dijalekata.

## Pismo
Malagaški alfabet je fonetski i vrlo jednostavan, upotrebljava 21 slovo iz latinice: a, b, d, e, f, g, h, i, j, k, l, m, n, o, p, r, s, t, v, y, z.
Jedine razlike su kod slova i, koje na kraju riječi postaje y, i kod slova o, koje se izgovara kao u.

## Primjeri malagaškog jezika
Donji primjeri su iz Istočnog dijalekta koji je standardni malagaški, u upotrebi u glavnom gradu Antananarivu i na centralnoj visoravni, gdje živi pleme Merina.
| Hrvatski             | Malagaški                                        |
| -------------------- | ------------------------------------------------ |
| Da                   | Eny                                              |
| Ne                   | Tsia ili Tsy (prije glagola)                     |
| Bok! kako si?        | Manao ahoana!                                    |
| Bok! (po selima)     | Salama!                                          |
| Dobro sam, hvala     | Tsara fa misaotra.                               |
| Zbogom!              | Veloma!                                          |
| Molim                | Azafady                                          |
| Hvala                | Misaotra                                         |
| Dobrodošli           | Tsisy fisaorana.                                 |
| Ispričavam se        | Azafady (s rukom i šakom okrenutom prema zemlji) |
| Žao mi je            | Miala tsiny                                      |
| Tko?                 | Iza?                                             |
| Što?                 | Inona?                                           |
| Kada?                | Rahoviana?                                       |
| Gdje?                | Aiza?                                            |
| Zašto?               | Fa maninona?                                     |
| Kako?                | Ahoana?                                          |
| Koliko?              | Firy?                                            |
| Kako se zoveš?       | Iza ny anaranao?                                 |
| Zato                 | Satria                                           |
| Ne razumijem         | Tsy mazava, or tsy azoko.                        |
| Da, razumijem        | Eny, mazava (or azoko).                          |
| U pomoć!             | Vonjeo!                                          |
| Možete li mi pomoći? | Afaka manampy ahy ve ianao azafady?              |
| Gdje je zahod?       | Aiza ny efitrano fivoahana? (Aiza ny W.C.?)      |
| Ne znam malgaški     | Tsy mahay teny malagasy aho.                     |
| Žedan sam            | Mangetaheta aho.                                 |
| Gladan sam           | Noana aho.                                       |
| Umoran sam           | Vizaka aho ili Reraka aho                        |
| Mokri mi se          | Poritra aho.                                     |
| Sviđa mi se          | Tiako...                                         |
| Volim te             | Tiako ianao.                                     |
| Brojevi              |                                                  |
| jedan                | isa/iray                                         |
| dva                  | roa                                              |
| tri                  | telo                                             |
| četiri               | efatra                                           |
| pet                  | dimy                                             |
| šest                 | enina                                            |
| sedam                | fito                                             |
| osam                 | valo                                             |
| devet                | sivy                                             |
| deset                | folo                                             |
| jedanaest            | iraika ambin'ny folo                             |
| dvanaest             | roa ambin'ny folo                                |
| dvadeset             | roapolo                                          |
| trideset             | telopolo                                         |
| četrdeset            | efapolo                                          |
| pedeset              | dimampolo                                        |
| šesdeset             | enim-polo                                        |
| sedamdeset           | fitopolo                                         |
| osamdeset            | valopolo                                         |
| devedeset            | sivifolo                                         |
| sto                  | zato                                             |
| dvjesto              | roan-jato                                        |
| tisuća               | arivo                                            |
| deset tisuća         | iray alina                                       |
| sto tisuća           | iray hetsy                                       |
| milijun              | iray tapitrisa                                   |

## Vanjske poveznice
- Ethnologue (14th)
- Malagaško-engleski rječnik (engl.)